# Divisione di Nashik
La divisione di Nashik è una divisione dello stato federato indiano di Maharashtra, di 15 774 064 abitanti. Il suo capoluogo è Nashik.
La divisione di Nashik comprende i distretti di Ahmednagar, Dhule, Jalgaon, Nandurbar e Nashik.